# NGC 4452
NGC 4452 (другие обозначения — UGC 7601, MCG 2-32-80, ZWG 70.112, VCC 1125, PGC 41060) — линзообразная галактика (S0) в созвездии Дева.
Этот объект входит в число перечисленных в оригинальной редакции «Нового общего каталога».
Галактика видна точно с ребра.